# Ad Libitum (группа)
«Ad Libitum» — музыкальный коллектив из Санкт-Петербурга, музыка которого представляет собой смешение рок-музыки и ренессанса, барокко, фольклорных мотивов европейских народов, элементов джаза. Группа придерживается традиций арт-рока середины 1970-х годов. Тексты насыщены параллелями со скандинавским эпосом и средневековой европейской поэзией, а также аллегорическими сопоставлениями; их смысл не всегда лежит на поверхности.

## История создания коллектива
Первый устоявшийся состав Ad Libitum сформировался в августе—сентябре 1991 года. В то время группа регулярно играла на улицах Санкт-Петербурга и стала активной участницей создания одного из первых рок-клубов города «Стерх», в котором так же регулярно выступала. Благодаря оригинальному звучанию и высокому профессиональному уровню музыкантов, группа быстро стала популярной в студенческой и неформальной среде. В первом составе играли Сергей Василенко — акустическая гитара, вокал, Иван Воропаев (экс-«Аквариум», «Адо», «Нате!») — альт, Юрий Иващенко (экс-«Камер Бэнд») — перкуссия, вокал, Сергей Колобов — бас, Дмитрий Диков — скрипка, Пётр Афанасьев — флейта.
К 1994 году Ad Libitum стал желанным гостем не только в питерских музыкальных клубах, но и ездил с выступлениями в другие города. Однако, нездоровые пристрастия некоторых членов группы привели к тому, что в этом году был собран новый состав, в который вошли: Сергей Василенко, Максим Жупиков — скрипка, Александр Снегирёв — блок-флейта, Владимир Герасименко — бас, Юрий Иващенко.
В обновлённом составе в октябре 1995 — январе 1996 был записан первый альбом группы «В чужой стране», вышедший на CD. Альбом разошелся большим тиражом, точное число которого сейчас установить уже сложно (около 10 тыс. экземпляров) и явился источником вдохновения для многих музыкантов, а также способствовал появлению большого количества групп подобного направления.
В этот период Ad Libitum выступал на многих фестивалях различного толка, в том числе на фестивале в подмосковном городе Пущино.
Осенью 1997 года в результате разногласий внутри группы состав вновь изменился. Басистом стал Андрей Ведерников, за барабаны сел Евгений Бобров (экс-Павел Кашин), а место скрипача заняла Мария Бессонова. Вместо Александра Снегирёва, переехавшего в Москву, на флейте играл солист Санкт-Петербургской Филармонии Аркадий Цыпкин. Этим составом был записан второй альбом — «Шествие».
В 1999 году Сергей Василенко получил травму руки и больше не мог играть на гитаре. В результате деятельность группы была приостановлена. Однако к 2000 году группа была реорганизована. Теперь в ней играли: Сергей Василенко — клавишные, вокал, Антон Матезиус — перкуссия, Владимир Локтин — акустическая гитара, Константин Наймарк (экс-«Тамбурин»), Юлия Керышева — блок-флейта, Анна Николаева — домра, мандолина, на скрипку вернулся Максим Жупиков. Вновь началась активная концертная деятельность, поездки на различные фестивали. В этот же период было создано «дочернее предприятие» (англоязычный вариант «Ad Libitum») — группа Sherwood с вокалистом Юрием Ивановым и остальными музыкантами Ad Libitum. Группа «Sherwood» отличилась тем, что была приглашена продюсерами группы Blackmore’s Night в качестве разогревающей команды во время первых российских гастролей Ричи Блэкмора. Так же в это время непосредственно Ad Libitum играл совместно с фолк-металл-группой Cruachan.
В этот же период Ad Libitum приступил к записи очередного альбома «Горькая настойка» в студии концертного зала «Зоопарк». Однако, завершить запись не удалось из-за того, что зал и студия были закрыты. Альбом всё же вышел в 2001 году — как мини-альбом, всего с пятью композициями. После чего последовала очередная смена состава.
Дмитрий Маслов — акустическая гитара, Сергей Василенко — вокал, блок-флейты, карномуз, клавишные, Анна Иншутина — скрипка, Анна Николаева — домра, Андрей Ведерников — перкуссия, Алексей Маковей — бас: так выглядел состав Ad Libitum в 2002 году. В это время группа близко сошлась с движением военно-исторической реконструкции и, помимо клубных площадок и фестивалей, стала играть и на их мероприятиях. Весной 2006 на студии Андрея Тропилло был записан альбом «Ренессанс?».
В 2011 году произошли очередные изменения состава: присоединилась басист Рената Романова («Религия N0ЛЬ», «Помело»).
В 2012 году состав покинула скрипач Елена Мальцева и присоединилась альтист Маргарита Шихова.
Коллектив готовится к записи нового альбома.
Группа Ad Libitum оказала большое влияние на развитие фолк-рока не только в Санкт-Петербурге. Бывшие участники Ad Libitum играют во многих коллективах и создают новые команды (Sherwood, «Вереск», «Минус Трели», IDDI).

## Состав
- Сергей Василенко — вокал, блокфлейта, корнамуз, клавишные
- Никита Лобанов — гитара, вокал, клавишные
- Елизавета Тинкельман — скрипка
- Марк Завальнёв — бас
- Анна Николаева — домра

## Дискография
- «В чужой стране» (1996)
- «Шествие» (1998)
- «Горькая настойка» (2001)
- «Ренессанс?» (2006)